# De Stoicorum repugnantiis
De Stoicorum repugnantiis, titolo latino per Le contraddizioni degli Stoici (Περὶ Στωϊκῶν ἐναντιωμάτων), è un trattato di Plutarco contro le contraddizioni della Stoà, in special modo di Crisippo, tramandato nei suoi Moralia.

## Struttura
Dopo un preambolo sulla necessaria coerenza tra dottrina e vita, nel capitolo 2, l'incoerenza presentata da Plutarco è quella sostenuta dagli stoici per l'attività politica, visto che non riescono a farsi coinvolgere nella politicaː che quegli stoici che diventano politicamente attivi, contraddicono la loro convinzione dottrinale che le istituzioni politiche convenzionali non siano "reali" e, nel senso "vero" (cioè stoico) della parola, non sono affatto politicamente validi . Infatti, Zenone vuole farci credere che esista una genuina pluralità delle virtù, ma le sue definizioni ci portano alla conclusione che devono essere tutti "aspetti" della stessa virtù. Crisippo è accusato della stessa incoerenza.
Il capitolo 9 si occupa dell'ordinamento filosofico di Crisippo: in particolare contraddice la sua difesa dell'ordine Logica, Etica, Fisica, Teologia suggerendo altrove che la Teologia è un prerequisito necessario per la comprensione dell'Etica. Di nuovo altrove, il filosofo di Soli dice che nessuna materia può essere insegnata isolatamente, e questo è un ordinamento rigoroso impossibile da mantenere.
Dopo aver trattato della politica secondo gli stoici, Plutarco esamina le contraddizioni dell'argomentazione relativa a natura e giustizia, per poi passare a trattare gli argomenti teleologici  e chiudere il trattato esaminando la teodicea e la teologia.

## Analisi critica
Il saggio sulle contraddizioni degli Stoici è il primo di otto opere che il poligrafo di Cheronea avrebbe, secondo il Catalogo di Lampria, dedicato alla confutazione delle dottrine stoiche.
Lo scopo di Plutarco è quello di mostrare come i pensatori del Portico, in particolare Crisippo (di gran lunga il più citato) non solo siano caduti in gravi contraddizioni nel trattare singoli argomenti, ma abbiano sostenuto, in opere diverse, idee del tutto inconciliabili tra loro.  Per ottenere questo scopo, l’autore ricorre a frequenti citazioni letterali (spesso accompagnate da sintesi o parafrasi introduttive) da una trentina di opere di Crisippo.
L’abbondanza di citazioni letterali di opere stoiche, specie di Crisippo (circa 60), fa di questo trattato una delle fonti irrinunciabili per la conoscenza del pensiero della scuola stoica, malgrado l’assenza di organicità nell’esposizione e gli occasionali fraintendimenti da parte di Plutarco, per insufficiente approfondimento della dottrina stoica, difficoltà nel seguire l’esposizione di Crisippo – scrittore notoriamente poco chiaro, e incline all’uso di tecnicismi peculiari alla scuola – o anche all’amore per la tesi generale della contraddittorietà del pensiero stoico.